# Koště

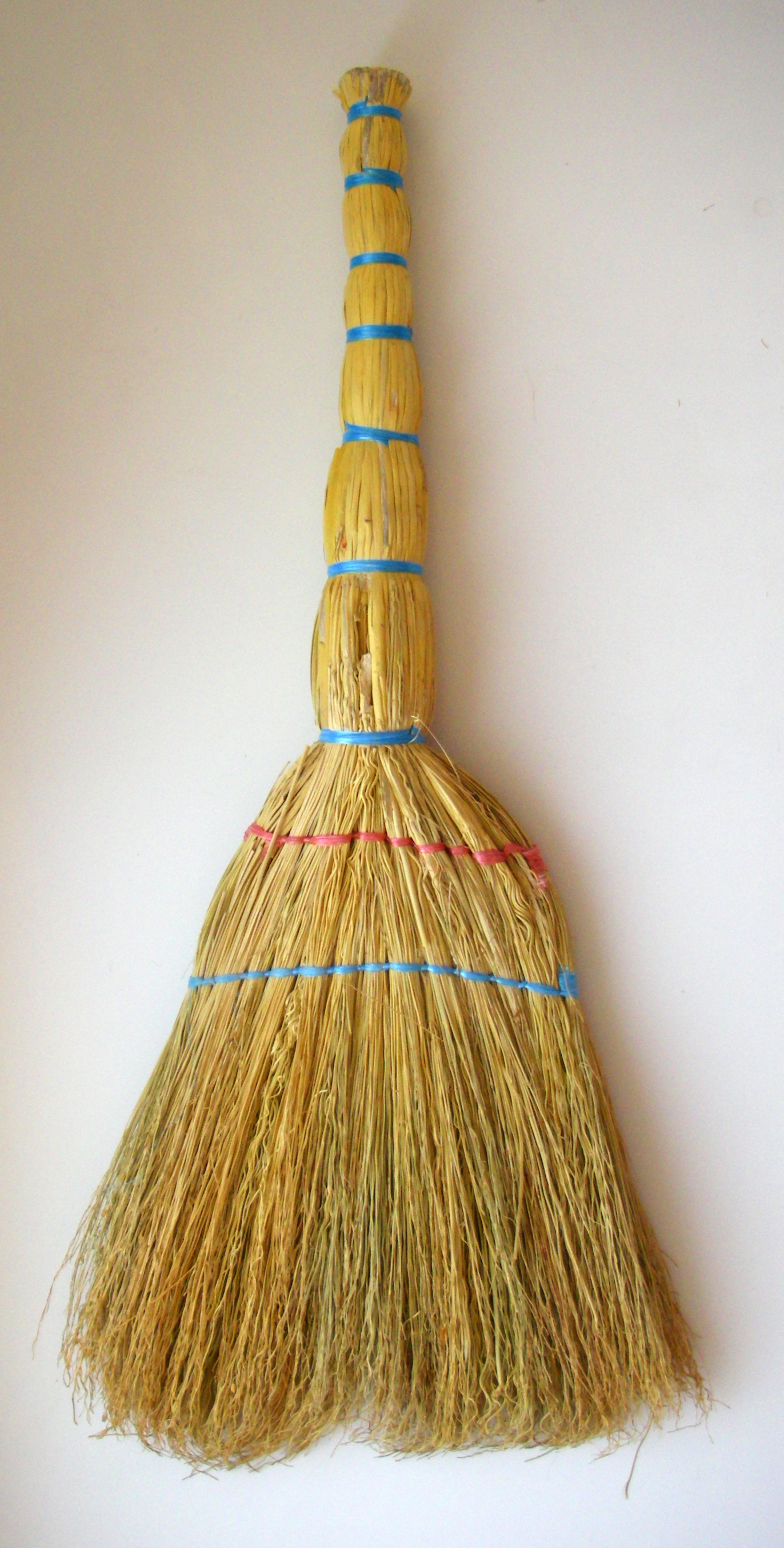
Koště z rýžové slámy (bez násady)

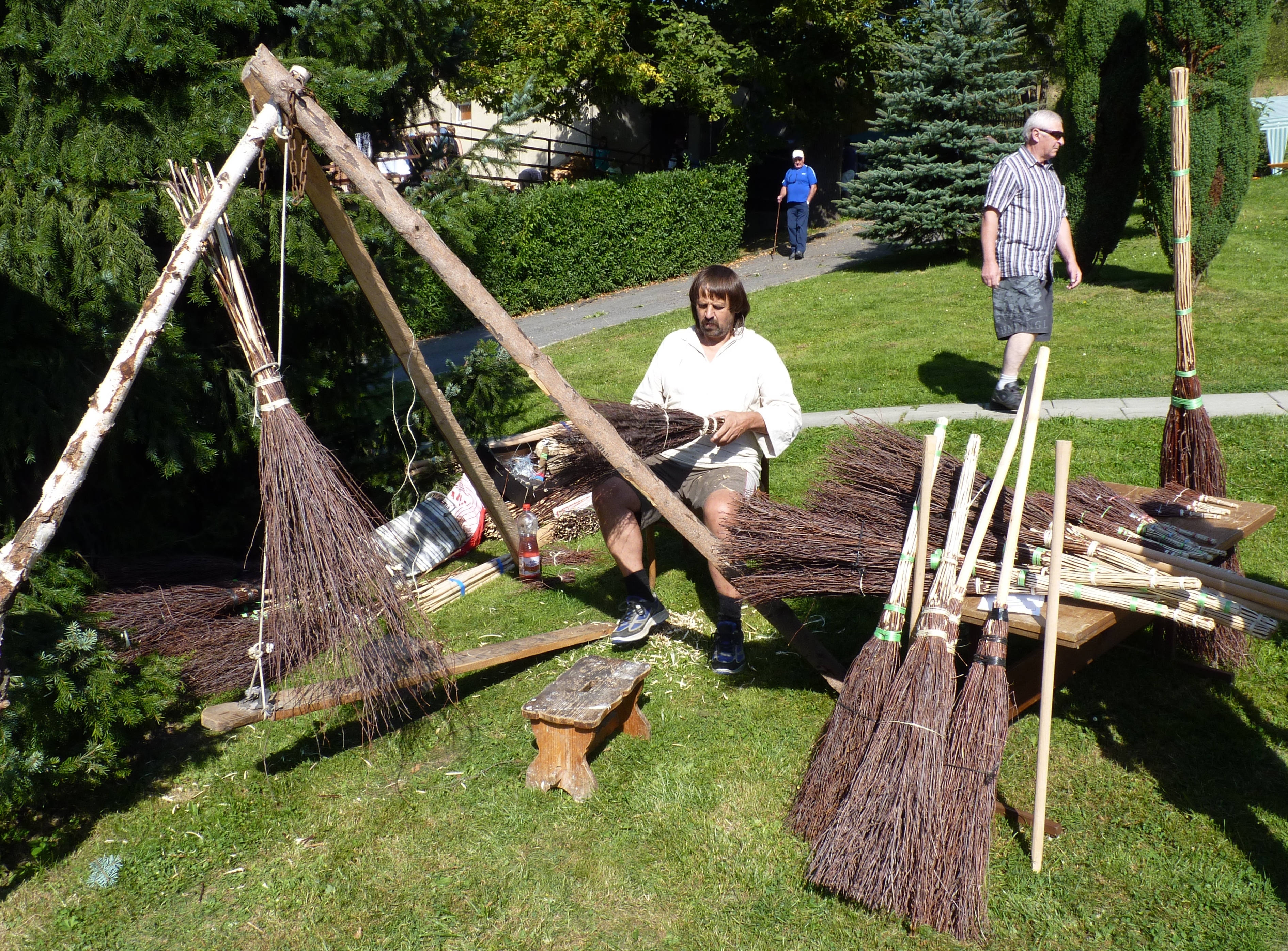
Výrobce tradičních březových metel (Studeničné, Moravskoslezské Beskydy, 2011

Koště (metla neboli pometlo) je pracovní nástroj sloužící k hrubšímu úklidu větších zpravidla vodorovných ploch, nejčastěji podlah či veřejných venkovních prostranství. Při práci je koště většinou třeba držet oběma rukama.

## Původ slova
Slovo koště vzniklo ze staršího chvostiště tzv. disimilací slabik (vypuštění jedné ze dvou po sobě jdoucích slabik). V této starší podobě bylo slovo užito už ve frašce ze 14. století Mastičkář.
Synonymem slova koště je pometlo.

## Koště v pohádkách
Koště bývá také atribut čarodějnic, pohádkových bytostí, které prý podle pověstí na koštěti i létají – viz český film Dívka na koštěti.

## Druhy košťat
- březové koště respektive březová metla – složena z tenkých březových větviček – viz obrázek
- rýžové koště – složeno z rýžové slámy (žlutá tenká stébla)
- plastové koště – větvičky či sláma je zde nahrazena plastem

## Podobné nástroje
- smeták – pracovní nástroj s podobným využitím jiné konstrukce
- smetáček (nástroj) – jednoruční malý smeták
- fukar – konstrukčně i principiálně jiný nástroj vytlačující klasické koště